# Scleractinia
Scleractinia ou Madreporaria é uma ordem de cnidários antozoários da subclasse Hexacorallia. Inclui os verdadeiros corais, conhecidos popularmente como corais-pétreos ou escleractinianos.
É uma ordem constituída principalmente antozoários coloniais que secretam um esqueleto calcário externo e forte. Possuem esclerosseptos arranjados em ciclos hexâmeros. Existem muitas espécies fósseis conhecidas. Gêneros: Fungia, Acropora, Porites, Astrangia e Oculina.
Vem sendo altamente predada pela ação de uma espécie invasora de equinodermo coroa-de-espinho (Acanthaster planci).

## Referências

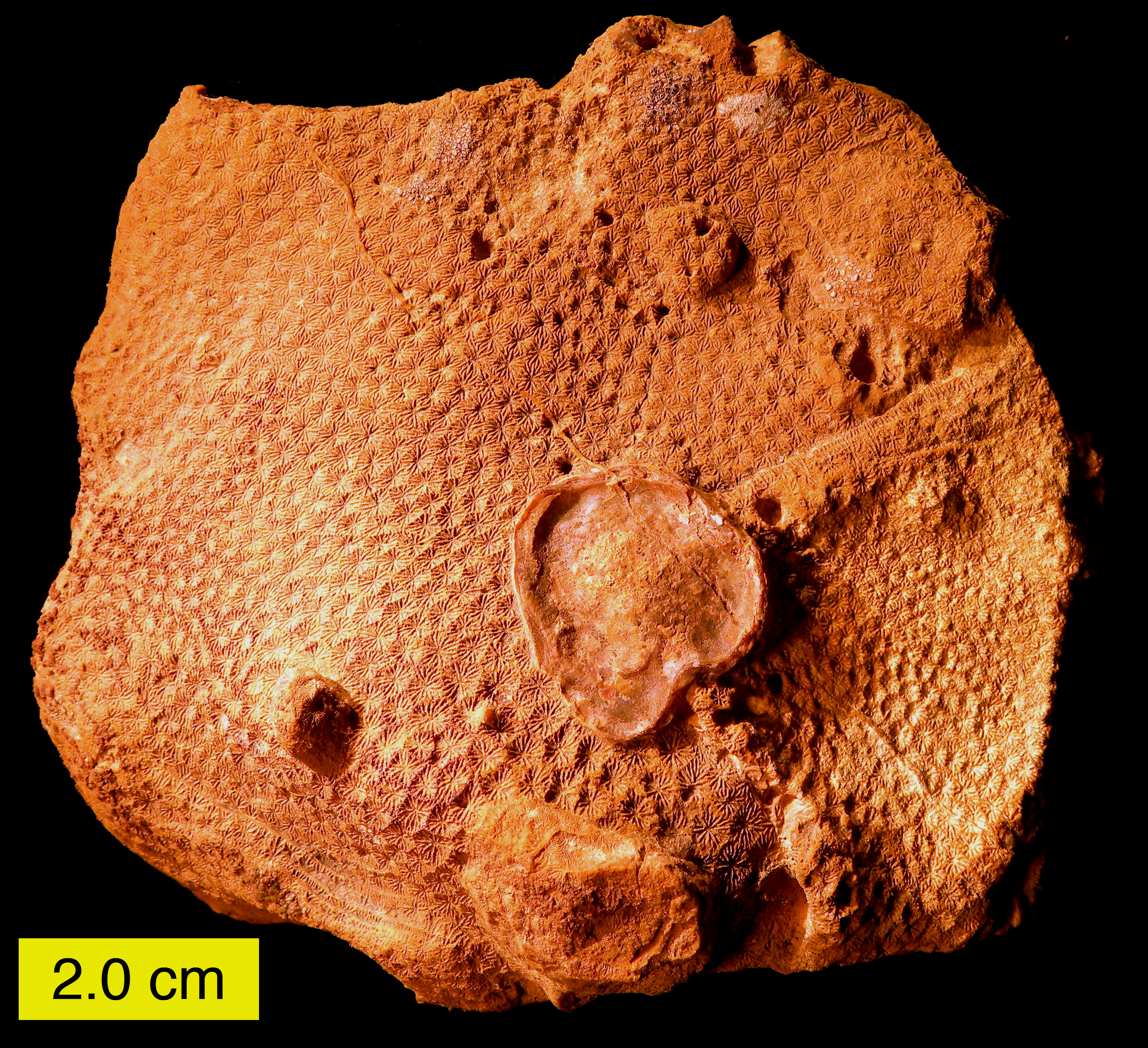